# Ignaz Machanek
Ignaz Machanek, celým jménem Ignaz Carl Franz Machanek, (23. července 1825 Olomouc – 18. května 1903 Vídeň) byl rakouský právník, podnikatel, hudební skladatel a politik německé národnosti z Moravy; poslanec Moravského zemského sněmu.

## Biografie
Ignaz Carl Franz Machanek pocházel z vlivného podnikatelského rodu Machanků, kteří působili na Olomoucku. V roce 1770 koupil na olomouckém Dolním náměstí dům č. 19 Jan Machanek, původem z Uherského Brodu, který vlastnil v Holešově klenotnictví. Roku 1789 získal koncesi na klenotnictví jeho syn Ignaz Machanek, roku 1825 pak jeho vnuk Ignaz Karl Machanek (též Ignaz Carl Machanek) získal povolení na obchod s železem, jehož synové Ignaz Machanek a Max Machanek podnikání dále rozvinuli na tovární úroveň. Ignaz Karl Machanek byl prezidentem olomoucké obchodní a živnostenské komory. Zemřel roku 1875. Jeho bratr Max Machanek (1831–1893) byl významným podnikatelem a rovněž zasedal na Moravském zemském sněmu.
Ignaz Machanek byl profesí dvorním a soudním advokátem. Vystudoval akademické gymnázium v Olomouci. Pak studoval práva na Vídeňské univerzitě, kde roku 1848 získal titul doktora práv. Působil jako prezident správní rady průmyslové firmy Moravia. Kromě podnikání se zajímal i o umění. Byl hudebním skladatelem. Popularitu získaly jeho mužské sborové skladby pro vídeňský spolek právníků. V roce 1874 se natrvalo odstěhoval do Vídně, kde se dále věnoval hudbě pod vlivem K. Nawratila.
V 70. letech se Ignaz zapojil i do vysoké politiky. V zemských volbách v roce 1870 byl zvolen na Moravský zemský sněm, za kurii obchodních a živnostenských komor, obvod Olomouc. V zemských volbách v září 1871 byl zvolen za kurii městskou, obvod Dvorce, Libavá, Moravský Beroun, Budišov. Mandát zde obhájil i v krátce poté konaných zemských volbách v prosinci 1871. V roce 1870 se uvádí jako kandidát tzv. Ústavní strany (liberálně a centralisticky orientovaná).
Jeho manželkou byla Marie, rozená Wagner. Zemřela v 56 letech 5. července 1880 ve Vídni. V pozdním věku se podruhé oženil s ovdovělou baronkou Marianne von Wardener. Do manželství přivedla tři dcery a jednoho syna (Sylvia Somogyi; Friedrich de Wardener; Ilse Reud von Wardener a Mariannae Reud von Wardener), které měla s baronem Hippolytem Klaudiem Karlem Reudem von Wardener. Ignaz zemřel v květnu 1903 ve věku 78 let. Ignác Machánek zemřel ve své vile ve Vídni.